# Elitserien i handboll för herrar 1998/1999
Elitserien i handboll för herrar 1998/1999 spelades uppdelad i två serier. Den första spelades under hösten 1998 varpå de åtta bäst placerade lagen gick vidare till en fortsättning under våren 1999, medan de övriga fyra fick fortsätta i Allsvenskan. De sex bäst placerade lagen gick därefter vidare till SM-slutspelets kvartsfinal medan sjuan och åttan fick kvala till slutspelet mot de högst rankade lagen i allsvenskan. Slutgiltig segrare i Elitserien blev HK Drott som även vann slutspelet.

## Tabeller

### Höstserien
| Nr | Lag                  | S  | V  | O | F  | GM  | IM  | MS   | P  |
| -- | -------------------- | -- | -- | - | -- | --- | --- | ---- | -- |
| 1  | HK Drott             | 16 | 13 | 1 | 2  | 484 | 380 | +104 | 27 |
| 2  | Redbergslids IK (RM) | 16 | 11 | 3 | 2  | 428 | 337 | +91  | 25 |
| 3  | Alingsås HK (U)      | 16 | 9  | 2 | 5  | 390 | 370 | +20  | 20 |
| 4  | IF Guif              | 16 | 9  | 1 | 6  | 396 | 388 | +8   | 19 |
| 5  | IK Sävehof           | 16 | 9  | 1 | 6  | 381 | 391 | −10  | 19 |
| 6  | IFK Skövde           | 16 | 8  | 2 | 6  | 402 | 390 | +12  | 18 |
| 7  | IFK Ystad            | 16 | 6  | 3 | 7  | 360 | 404 | −44  | 15 |
| 8  | GF Kroppskultur      | 16 | 6  | 1 | 9  | 359 | 384 | −25  | 13 |
| 9  | HP Warta             | 16 | 6  | 0 | 10 | 389 | 410 | −21  | 12 |
| 10 | Lugi HF              | 16 | 4  | 2 | 10 | 411 | 421 | −10  | 10 |
| 11 | IFK Tumba (U)        | 16 | 4  | 0 | 12 | 356 | 410 | −54  | 8  |
| 12 | Polisen/Söder        | 16 | 3  | 0 | 13 | 354 | 425 | −71  | 6  |

### Vårserien
| Nr | Lag             | S  | V  | O | F  | GM  | IM  | MS   | P  |
| -- | --------------- | -- | -- | - | -- | --- | --- | ---- | -- |
| 1  | HK Drott        | 30 | 23 | 1 | 6  | 839 | 703 | +136 | 47 |
| 2  | Redbergslids IK | 30 | 21 | 4 | 5  | 769 | 640 | +129 | 46 |
| 3  | IFK Skövde      | 30 | 17 | 3 | 10 | 752 | 709 | +43  | 37 |
| 4  | IF Guif         | 30 | 15 | 2 | 13 | 747 | 741 | +6   | 32 |
| 5  | Alingsås HK     | 30 | 14 | 3 | 13 | 724 | 696 | +28  | 31 |
| 6  | GF Kroppskultur | 30 | 12 | 1 | 17 | 652 | 706 | −54  | 25 |
| 7  | IK Sävehof      | 30 | 12 | 1 | 17 | 678 | 744 | −66  | 25 |
| 8  | IFK Ystad       | 30 | 11 | 3 | 16 | 666 | 732 | −66  | 25 |

## SM-slutspel

### Slutspelskval
- IFK Ystad - LUGI HF 36-22
- LUGI HF - IFK Ystad 33-29

- GIK Wasaiterna - IK Sävehof 26-22
- IK Sävehof - GIK Wasaiterna 25-23

### Kvartsfinaler
- HK Drott - IFK Ystad 27-24
- IFK Ystad - HK Drott 26-21
- HK Drott - IFK Ystad 28-25

- Redbergslids IK - GF Kroppskultur 34-9
- GF Kroppskultur - Redbergslids IK 14-21

- IFK Skövde - GIK Wasaiterna 32-19
- GIK Wasaiterna - IFK Skövde 19-31

- IF Guif - Alingsås HK 30-32
- Alingsås HK - IF Guif 26-23

### Semifinaler
- HK Drott - Alingsås HK 28 - 21
- Alingsås HK - HK Drott 24-28

- Redbergslids IK - IFK Skövde 18-16
- IFK Skövde - Redbergslids IK 23-26

### Finaler
- HK Drott - Redbergslids IK 30-19
- Redbergslids IK - HK Drott 32-18
- HK Drott - Redbergslids IK 27-18
- Redbergslids IK - HK Drott 21-23

## Svenska mästare
HK Drott blev 1999 svenska mästare för nionde gången, efter finalseger mot Redbergslids IK.
Tränare: Ulf Sivertsson
Spelare
- Magnus Ljungstrand
- Fredrik Nilsson
- Mathias Adjovi
- Tobias Küller
- Tomas Eriksson
- Peter Jivestad
- Daniel Börjesson
- Rikard Bertilsson
- Thomas Sivertsson
- Magnus Weberg
- Henrik Andersson
- Magnus Andersson
- Magnus Nilsson

## Skytteligan
|   | Spelare                      | Lag             | Antal mål |
| - | ---------------------------- | --------------- | --------- |
| 1 | Magnus Andersson (född 1970) | GF Kroppskultur | 174       |
| 2 | Henrik Andersson             | HK Drott        | 170       |
| 3 | Thomas Sivertsson            | HK Drott        | 169       |
| 4 | Jonas Ernelind               | IK Sävehof      | 157       |
| 5 | Magnus Andersson (född 1966) | HK Drott        | 148       |

- Källa: [2]